# حزقیا

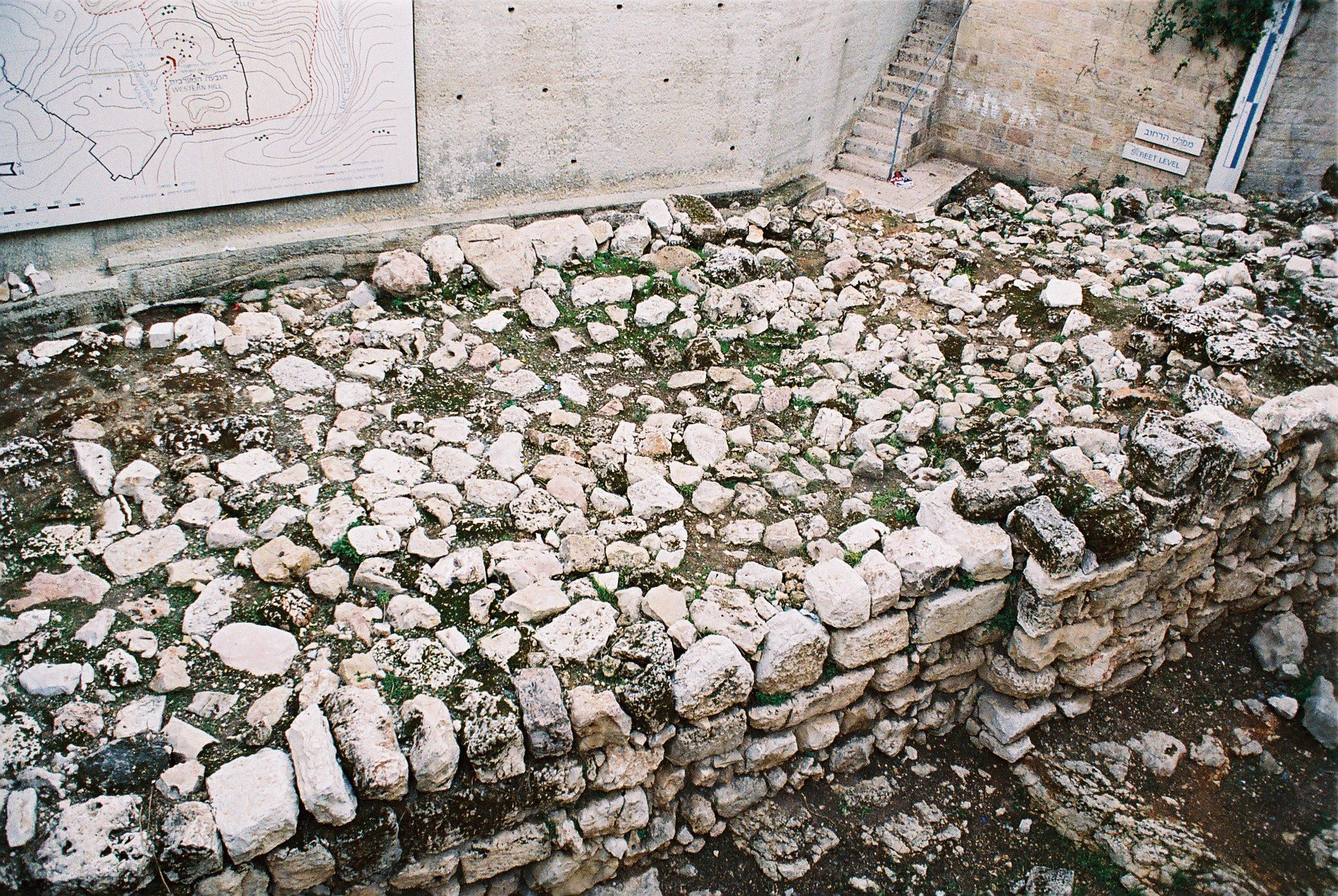
بازمانده‌های دیوار اورشلیم که در تورات از آن یادشده‌است، این دیوار در زمان پادشاهی حزقیا و در هنگام محاصرهٔ این شهر توسط سناخریب ساخته شده‌است.

حِزِقیا (به عبری: חִזְקִיָּ֫הוּ) سیزدهمین پادشاه مستقل یهودیه و فرزند شاه آحاز و آبی بود. مادرش فرزند مردی بود به نام زکریا. حزقیا در ۲۵ سالگی به پادشاهی رسید و ۲۹ سال فرمانروایی نمود. حزقیا همچنین یکی از شاهانی‌است که در شجره‌نامه عیسی در انجیل متی از او نام‌برده‌شده‌است.
تاریخ پادشاهی او را میان سال‌های ۷۱۶/۷۱۵-۶۸۷ پیش از میلاد برآوردشده‌است. او در زمان تازش سارگون دوم آشوری به شمال یهودیه و کوچ اجباری مردمان آن سامان پادشاه یهودیهٔ جنوبی بود. در زمان پادشاهی او پناهندگان بسیاری از یهودیهٔ شمالی به کشور او پناه آوردند. این رویداد صدها سال پیش از ویرانی معبد سلیمان به دست نبوکدنصر بابلی رخ‌داد.

## برخورد با آشور
حزقیا پذیرفت که خراج‌گذار سارگون دوم شود، ولی با مرگ سارگون از پرداخت خراج خودداری کرد و با مصر باستان پیمان اتحاد و مودت بست. پس سناخریب پادشاه تازهٔ آشور و پسر سارگون به یهودیه تاخت و اورشلیم را محاصره‌کرد. حزقیا پیشنهاد آشتی و پرداخت خراج‌کرد. برپایهٔ نوشته‌های آشوری هنگامی که حزقیا بر فرمان سناخریب گردن نهاد، وی به آشور بازگشت، ولی در تورات اشاره به نابودی سپاهیان آشوری شده‌است.

## اصلاحات دینی
حزقیا بت‌های اشیره را شکست و مار برنزی‌ای را که موسی ساخته بود و نحشتان نام‌داشت، به دلیل اینکه ستایش می‌شد خرد کرد.